# Ив Сен Лоран
Ив Сен Лоран (на френски: Yves Henri Donat Mathieu-Saint-Laurent) е френски моден дизайнер (моделиер), представител на висшата мода. Става известен през 1960-те и 1970-те години.
На 18-годишна възраст се установява в Париж. След смъртта на Кристиан Диор (на когото е асистент), само на 21 години, през 1957 година, застава начело на неговата модна къща. Въвежда в женската мода елементи от мъжката. Счита се за основател на стила унисекс. Той е първият, който кани тъмнокожи модели (манекени) за участие в представянето на неговите колекции.
Създава първата си колекция през 1962 година. През целия си живот страда от депресии и други психични заболявания и често е в психиатрични болници на лечение. През 2002 година предава модната си къща на Том Форд, от 2004 до 2010 година начело е Стефано Пилати и от 2010 година се очаква да я поеме Томас Сен Лоран.
На 1 юни 2008 г. Ив Сен Лоран умира на 71 години от глиобластома (рак на мозъка).